# Râul Prut (sit SPA)
Râul Prut este o arie protejată (arie de protecție specială avifaunistică — SPA) din România întinsă pe o suprafață de 7.659,2 ha, integral pe uscat.

## Localizare
Situl se întinde pe teritoriile administrative ale județelor Iași (Bivolari, Golăiești, Gorban, Grozești, Prisăcani, Probota, Trifești,  Ungheni, Țuțora, Victoria) și Vaslui (Berezeni, Drânceni, Duda-Epureni, Fălciu, Lunca Banului, Vetrișoaia). Centrul sitului Râul Prut este situat la coordonatele 47°02′55″N 27°56′45″E / 47.048592°N 27.945936°E.

## Înființare
Situl Râul Prut a fost declarat arie de protecție specială avifaunistică (ROSPA0168) în septembrie 2016 pentru a proteja mai multe specii de păsări. Acesta se suprapune parțial cu situl de importanță comunitară Râul Prut și include zonele naturale: Cotul Bran pe Râul Prut, Parcul Natural Lunca Joasă a Prutului Inferior și Râul Prut.

## Biodiversitate
Situată în ecoregiunea stepică și continentală din albia minoră și cea majoră a râului Prut, aria protejată nu include niciun habitat protejat.
La baza desemnării sitului se află 31 specii de păsări protejate la nivel european sau aflate pe lista roșie a IUCN; astfel: pescăruș albastru (Alcedo atthis), rață mică (Anas crecca), rață mare (Anas platyrhynchos), gâscă cu gât roșu (Branta ruficollis), rață sunătoare (Bucephala clangula), șorecar mare (Buteo rufinus), chirighiță-cu-obraz-alb (Chlidonias hybridus), barză albă (Ciconia ciconia), barză neagră (Ciconia nigra), șerpar (Circaetus gallicus), erete de stuf (Circus aeruginosus), erete vânăt (Circus cyaneus), dumbrăveancă (Coracias garrulus), cristel de câmp (Crex crex), lebădă de iarnă (Cygnus cygnus), ciocănitoare de grădină (Dendrocopos syriacus), ciocănitoare neagră (Dendrocopos martius), ciocănitoare de stejar (Dendrocopos medius), egretă albă (Egretta alba), egretă mică (Egretta garzetta), șoim de iarnă (Falco columbarius), vânturel de seară (Falco vespertinus), cufundar polar (Gavia arctica), codalb (Haliaeetus albicilla), sfrâncioc roșiatic (Lanius collurio), sfrânciocul cu frunte neagră (Lanius minor), stârc de noapte (Nycticorax nycticorax), vultur pescar (Pandion haliaetus), ciocănitoare verzuie (Picus canus), silvie porumbacă (Sylvia nisoria) și fluierar de mlaștină (Tringa glareola).